# 夏尔·里维埃-埃拉尔
夏尔·里维埃-埃拉尔（法語：Charles Rivière-Hérard，法語發音：[ʃaʁl ʁivjɛʁ eʁaʁ]；1789年2月16日—1850年8月31日），海地政治家，曾在阿歷山大·佩蒂翁手下反對北方的亨利一世，並在1843年4月4日－1844年5月3日出任海地總統。
他生於太子港，除了他對法國作戰和他是一個黑人營的軍官外，關於他早期的生活很少為人所知。
埃拉尔是1843年革命期間反對让-皮埃尔·布瓦耶的首謀，同年12月30日，海地臨時議會頒布了新憲法。此後不久，埃拉尔利用軍隊的忠誠控制了政府，並宣稱自己是海地總統。
在埃拉尔成為總統後不久，西班牙島東半部（被稱為聖多明各）發生了一場起義。1844年2月27日，反海地政府武裝佔領了聖多明各首都，並在次日宣布多明尼加共和國自海地獨立。埃拉尔立即作出反應，1844年3月10日他派出25000名士兵進入聖多明各意圖恢復海地的統治，不過他很快敗下陣來，在一個月內被迫撤回海地，政府在面對反對派增加和國內迅速惡化的政治局勢下，埃拉尔於1844年3月30日解散新憲法和議會。
在埃拉尔入侵多明尼加共和國的同時，海地農村出現武裝叛亂，農民組成的起義軍開始接近萊凱。叛軍被稱為piquets，都拿著長矛，由路易·讓-雅克·阿考（法語：Louis Jean-Jacques Acaau）指揮，在當年4月，他們遇到了和擊敗了政府軍，但在前往太子港途中在阿坎鎮被鎮壓。
然而，這並沒有為埃拉尔喘提供一個喘息的機會，南方剛平定北方又有武裝叛亂，面對這樣的危機，埃拉尔在1844年5月3月放棄出任總統，在6月2日流亡牙買加，並在1850年8月31日去世。